# أندرسون بارايبا
أندرسون دا سيلفا المعروف بـأندرسون بارابيا مواليد 25 يناير 1991 في البرازيل، هو لاعب كرة قدم برازيلي لعب سابقاً في نادي جرش السعودي.

## روابط خارجية
- أندرسون بارايبا على موقع قاعدة بيانات كرة القدم.إي يو (الإنجليزية)
- أندرسون بارايبا على موقع Soccerway.com (الإنجليزية)